# 10e cérémonie des Women Film Critics Circle Awards
La 10e cérémonie des Women Film Critics Circle Awards (WFCC Awards), décernés par le Women Film Critics Circle, a eu lieu le 18 décembre 2013 et a récompensé les films célébrant la cause des femmes réalisés en 2013,,.

## Palmarès

### Meilleur film à propos des femmes
- Philomena
  - Finaliste : Mother of George
    - Les Saphirs (The Sapphires)
    - Winnie (Winnie Mandela)

### Meilleur film réalisé par une femme
- All About Albert (Enough Said)
  - Finaliste : Inch'Allah
    - The Girls in the Band
    - Hannah Arendt

### Meilleure scénariste
- Julie Delpy – Before Midnight
  - Finaliste :  Nicole Holofcener – All About Albert (Enough Said)
    - Darci Picoult – Mother of George
    - Alice Winocour – Augustine

### Meilleur acteur
- Chiwetel Ejiofor pour le rôle de Solomon Northup dans Twelve Years a Slave
  - Finaliste : Michael B. Jordan pour le rôle d'Oscar dans Fruitvale Station
    - James Gandolfini pour le rôle d'Albert dans All About Albert (Enough Said)
    - Joseph Gordon-Levitt pour le rôle de Jon dans Don Jon

### Meilleure actrice
- Judi Dench pour le rôle de Philomena Lee dans Philomena
  - Finaliste : Barbara Sukowa pour le rôle de Hannah Arendt dans Hannah Arendt
    - Danai Gurira pour le rôle d'Adenike Balogun dans Mother of George
    - Jennifer Hudson pour le rôle de Winnie Mandela dans Winnie (Winnie Mandela)

### Meilleure jeune actrice
- Onata Aprile pour le rôle de Maisie dans What Maisie Knew
  - Finaliste : Waad Mohammed pour le rôle de Wadjda dans Wadjda (وجدة)
    - Dianna Agron pour le rôle de Belle Blake dans Malavita
    - Elle Fanning pour le rôle de Ginger dans Ginger and Rosa

### Meilleure actrice de comédie
- Melissa McCarthy pour le rôle de Shannon Mullins dans Les Flingueuses (The Heat)
  - Finaliste : Greta Gerwig pour le rôle de Frances dans Frances Ha
    - Lake Bell pour le rôle de Carol dans In a World...
    - Scarlett Johansson pour le rôle de Barbara dans Don Jon

### Meilleur film étranger à propos des femmes
- Wadjda (وجدة)  Arabie saoudite  Allemagne
  - Finaliste : Inch'Allah  Canada  France
    - Augustine  France
    - Hannah Arendt  Allemagne  France

### Meilleure image de la femme dans un film
- Philomena
  - Finaliste : The Girls in the Band
    - Just Like a Woman
    - Sunlight Jr.

### Pire image de la femme dans un film
- The Bling Ring
  - Finaliste : Machete Kills
    - Sharon Stone dans Lovelace
    - Oprah Winfrey dans Le Majordome (The Butler)

### Meilleure image de l'homme dans un film
- Chiwetel Ejiofor dans Twelve Years a Slave
  - Finaliste : James Gandolfini dans All About Albert (Enough Said)
    - Joseph Gordon-Levitt dans Don Jon
    - Idris Elba dans Mandela : Un long chemin vers la liberté (Mandela: Long Walk to Freedom)

### Pire image de l'homme dans un film
- Only God Forgives
  - Finaliste : Les Brasiers de la colère (Out of the Furnace)
    - Le Cinquième Pouvoir (The Fifth Estate)
    - Old Boy (Oldboy)

### Meilleur film jamais sorti en salles fait par une femme ou à propos des femmes
- Phil Spector
  - Finaliste : Pussy Riot
    - Fabulous Fasionistas
    - Raltat

### Meilleur film documentaire fait par une femme ou à propos des femmes
- Stories We Tell
  - Finaliste : The Girls in the Band
    - Free Angela Davis and All Political Prisoners
    - Sweet Dreams

### Meilleure égalité des sexes
- Before Midnight
  - Finaliste : All About Albert (Enough Said)
    - The Hot Flashes
    - Wadjda (وجدة)

### Meilleure distribution féminine
- Ginger and Rosa
  - Finalistes : Un été à Osage County (August: Osage County) et Winnie (Winnie Mandela)
    - The Hot Flashes
    - Just Like a Woman
    - Les Saphirs (The Sapphires)

### Autres prix
- Meilleur couple à l'écran : Julie Delpy et Ethan Hawke dans Before Midnight
- Meilleure chanson originale : Would You Bleed For Love interprétée par Jennifer Hudson dans  Winnie (Winnie Mandela)
- Meilleures femmes animées : Anna dans La Reine des neiges (Frozen)
  - Finaliste : Eep dans Les Croods (The Croods)
- Meilleur film de famille : Le vent se lève (風立ちぬ, Kaze tachinu)
  - Finaliste : Black Nativity

### Mentions spéciales
- Lifetime Achivement Award : Emma Thompson « pour son éclectisme dans ses choix de rôles, allant des films d'époque à la fantasy. Et pour avoir joué tous les types de femmes avec des interprétations sauvages et pures »
- Acting and Activism Award : Charlize Theron « pour son travail avec The Global Fund, et pour avoir créé le Charlize Theron Africa Outreach Project qui éduque les jeunes vis-à-vis du SIDA »
- Courage in Filmmaking : Laura Poitras « pour avoir fait découvrir les révélations d'Edward Snowden sur la NSA, et avoir dû fuir en Allemagne à cause de cela. Et pour réaliser actuellement un film documentaire à ce sujet »
- Adrienne Shelly Award : Augustine pour un film qui dénonce le plus passionnément la violence faite aux femmes (finaliste : Lovelace)
- Josephine Baker Award : Twelve Years a Slave pour le meilleur hommage à une femme de couleur aux États-Unis (finaliste : Go for Sisters)
- Karen Morley Award : Winnie (Winnie Mandela) pour le meilleur hommage fait à une femme dans l'histoire ou la société et sa courageuse quête d'identité (finaliste : Wadjda (وجدة)
- Courage in Acting : Soko dans Augustine pour une actrice qui incarne des rôles non conventionnels qui redéfinissent radicalement l'image de la femme au cinéma
- The Invisible Woman Award : Sandra Bullock dans Gravity pour une actrice dont l'exceptionnelle performance et son impact ont été ignorés
- Mommie Dearest Worst Screen Mom of the Year Award : Kristin Scott Thomas dans Only God Forgives pire mère de l'année

### Hall of Shame
(« Temple de la honte » sur le principe du Hall of Fame)
- The Canyons « Women depicted as powerless and manipulative. Plus, the acting is horrid
- Spring Breakers « No depth, little plot and a pitiful depiction of today’s college kids. Gratuitous in nothing more than flesh and violence. A grossly and dangerously skewed depiction of young women and their values in today’s America »
- Capitaine Phillips (Captain Phillips) « The whole might of the USA coming down on 3 starving Somalis?! Repulsive. When the obscenely beefy SEALS arrived and the audience started to cheer, I felt I was watching a ‘macho’ director brainwash audience members into blindly accepting the worst stereotypes of jingoistic male behavior »
- La Vie d'Adèle « I went in knowing almost nothing except general buzz but I hated the sex scenes which were way too long and midway thru I couldn’t wait to flee the theater. Coming out I read how many takes Kechiche required and I was thoroughly repulsed. Who was this for? Then I read the graphic novel and discovered that critical plot points were deleted. Like the fact that Adele’s parents find her in bed with Emma which is why she has to move out — and I was enraged. A three hour movie, and Kechiche is so busy salivating over his actresses that he can’t bother telling a coherent story. Hype for this film makes me nauseous! » ; « It’s so obvious a dude with a fetish directed this, it’s not only unappealing, it’s creepy. His overcompensating hubris isn’t worth the praise this is receiving »
- Les Salauds « All of the women in this film are depicted as complicit in their own oppression and exploitation. Though it’s a patriarchal system that they exist within, they refuse to fight for themselves or each other, even when a minor is involved. The indictment then is not of the men but of the women. I found this problematic and disappointing from Denis »
- Gravity « The women in this group make meaningful choices each year so they speak for me in these areas, the lone exception being Sandra Bullock’s performance in Gravity. She’s a fine actress, but I found the character to be whiny, cowardly, and full of the wrong stuff – a damsel in distress who needed a man (even if it was just her imagination) to pull her out of danger. I can hardly believe they’d send someone so panicky into space. Give me Sigourney Weaver any day »
- Dallas Buyers Club « Shame on "Dallas Buyers Club" for completely ignoring the LGBT as a group who drove the fight against AIDS to the forefront. The only time gays were mentioned was to let Matthew McConaughey’s homophobic redneck character get a laugh at the expense of Jared Leto’s transsexual character. The film made it seem as if the whole AIDS community stood on the shoulders of Ron Woodruff when in fact, groups like Act Up were starting the war for proper testing and more drugs way before Ron entered into the picture. It completely demeaned the backdrop Dallas Buyers Club was utilizing for their own characterizing “hero” agenda. Also the film took an extreme opinion against the AZT drug in favor for a plot line when in fact it was helping some patients. The only saving grace was Jared Leto’s fantastic performance but unfortunately it wasn’t enough »
- « Enough Already » « Why is it that when actresses and even screen goddesses hit a certain age, they’re all cast as nags and shrews. No matter how accomplished any of these films may be, the tally of older actress shrewish nags on board is really high this year, as usual. Including Oprah Winfrey in Le Majordome (The Butler), Meryl Streep and Julia Roberts in Un été à Osage County (August: Osage County), Cate Blanchett and Sally Hawkins in Blue Jasmine, June Squibb in Nebraska, Kristin Scott Thomas in Only God Forgives and Julianne Moore in Carrie. Refreshing exceptions being Judi Dench in Philomena, Yolonda Ross in Go for Sisters and Mary Steenburgen in Last Vegas. »